# 安娜·阿玛利亚公爵夫人图书馆
安娜·阿玛利亚公爵夫人图书馆（德语：Herzogin Anna Amalia Bibliothek) 位于德国魏玛，创立于1766年，藏书约有85万册，重点是收集德语文学。其中包括：
- 1,000,000 册图书
- 2,000 册中世纪和近代早期的手稿
- 10,000份地图
- 4,000份乐谱

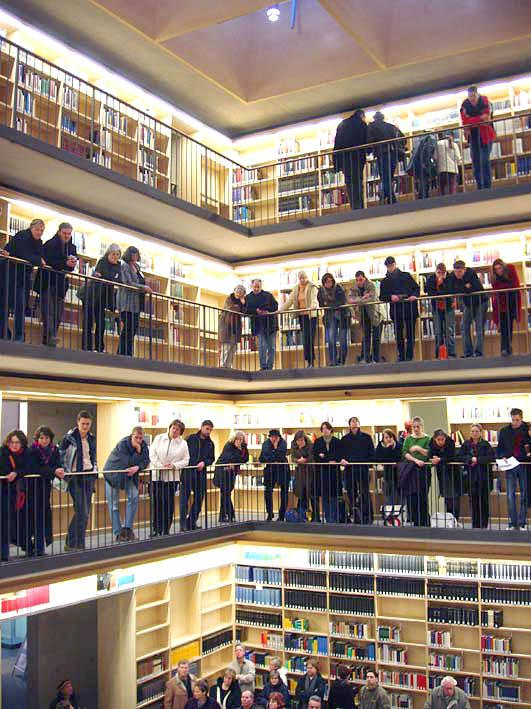
阅览室

特别珍贵的有莎士比亚作品约10,000 册，以及 16世纪马丁·路德的圣经。

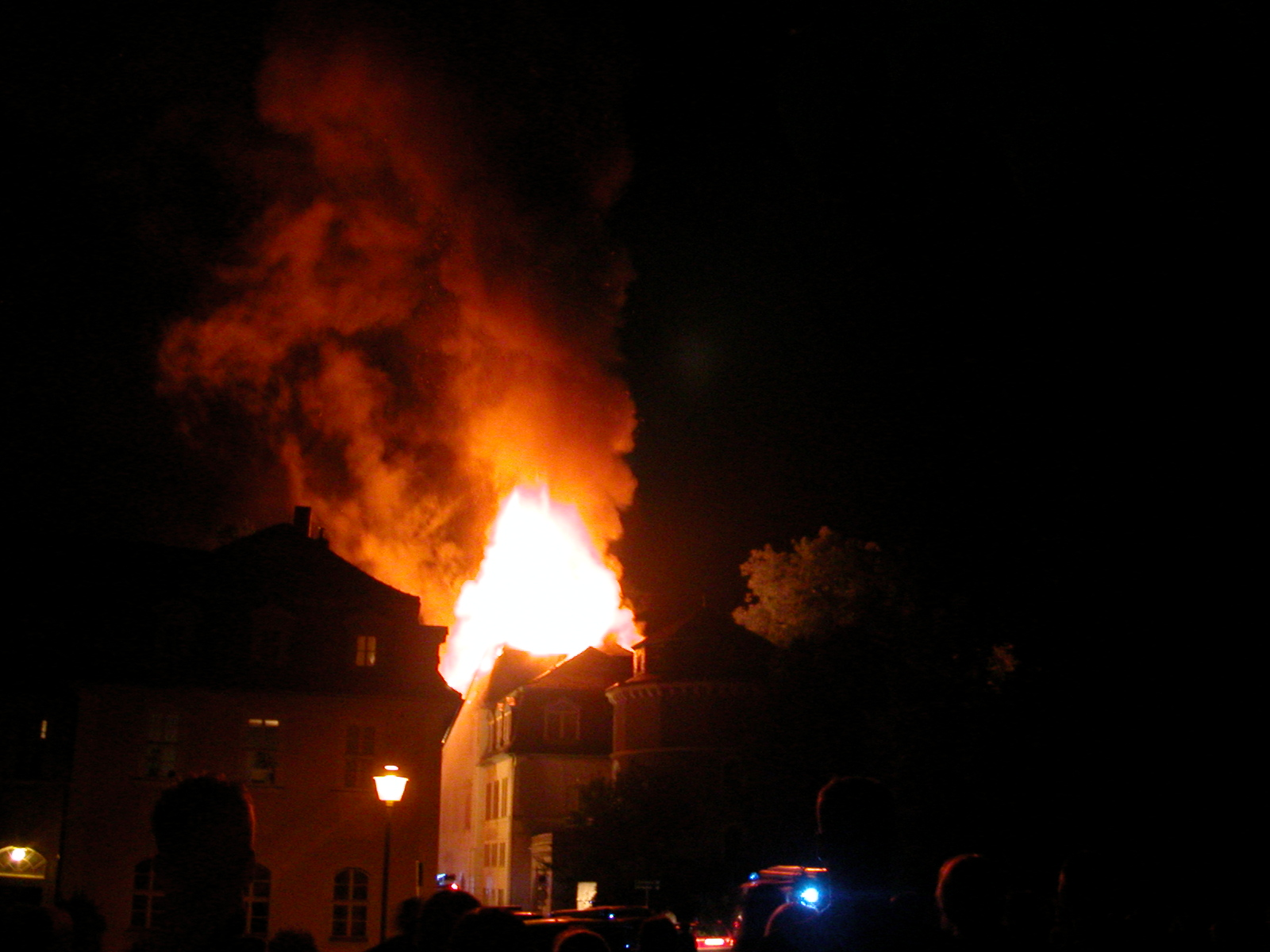
大火

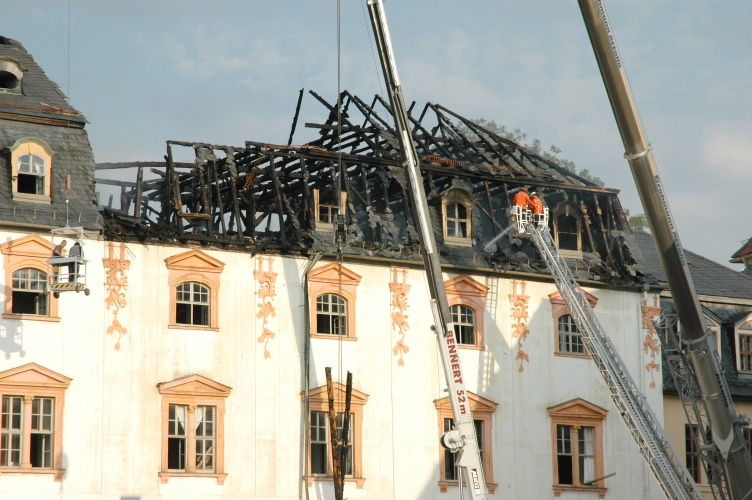
灾后

2004年9月2日，5万册藏书被大火焚毁 。